# Zmizení dámy
Zmizení dámy (ve francouzském originále Escamotage d'une dame chez Robert-Houdin) je francouzský němý trikový film z roku 1896 režírovaný Georgem Mélièsem.

## Děj
Kouzelník přichází se svou asistentkou na scénu. Na zem pokládá noviny (aby ukázal, že zde není propadliště) a umisťuje na ně židli, na kterou usazuje svou asistentku a přehazuji přes ni pléd. Když pléd sejme, asistentka zmizela a poté co nad prázdnou židlí zamával rukama, na židli se objevil kostlivec. Přes kostlivce opět přehodí pléd a po se jeho sejmutí se opět objeví asistentka.

## Obsazení
| Georges Méliès    | kouzelník  |
| Jehanne D'Alcyová | asistentka |

## Produkce
Film je založený na kouzelnickém triku vymyšleném francouzským kouzelníkem Buatierem de Koltem. Pro mizení a objevování se osob během představení bylo běžně využíváno propadliště, které zde však nebylo zapotřebí, neboť Méliès použil trikovou techniku substitution splice. Tento film je také prvním Mélièsovým filmem, ve kterém ji použil.

## Distribuce
Zmizení dámy bylo distribuováno Mélièsovou společností Star Film Company a v jejím katalogu bylo označeno číslem 70. Ačkoliv dochovaná filmová kopie je černobílá, byly distribuovány také ručně kolorované kopie. Expert na Mélièsovu tvorbu Jacques Malthête v roce 1979 rekonstruoval ručně kolorovanou verzi na základě původních materiálů.